# CJB 모닝와이드
《CJB 모닝와이드》는 CJB TV에서 매주 목요일부터 금요일 오전 8시에 방송 중인 충북 지역 아침 교양 정보 프로그램이다.

## 프로그램 소개
한 주를 갈무리하는 목요일부터 금요일, CJB 모닝와이드가 함께합니다.
충북 지역의 새로운 소식과 알찬 정보, 우리네 살아가는 일상을 담아 따뜻하고 힘차게 전하겠습니다.

## 개요
2007년 5월 28일부터 평일 오후 5시 35분 저녁 정보 프로그램 《생방송 CJB 투데이》로 신설되어 55분 동안 방송되었으며 2011년 4월 18일부터 평일 《CJB 아침종합뉴스》와 통합 후 《출발! 모닝와이드 CJB 2부》로 변경되어 평일 오전 7시 30분으로 편성 변경, 1시간으로 연장, 아침 정보로 전환되었고 2012년 8월 6일부터 평일 《CJB 아침종합뉴스》와 분리되었으며 2012년 10월 15일부터 《굿모닝 충북·세종》으로 변경되었다. 이후 2014년 10월 24일부터 평일 오전 7시 40분으로 변경, 50분으로 단축되었고 2018년 4월 2일부터 《충북 오늘은》으로 변경되었으며 2018년 6월 11일부터 평일 오전 7시 50분으로 변경되었고 2019년 2월 18일부터 평일 오전 7시 40분으로 환원, 1시간으로 환원되었으며 2019년 5월 20일부터 평일 오전 7시 35분으로 변경되었다. 이후 2020년 3월 2일부터 현재의 《CJB 모닝와이드》로 변경되어 편성이 월요일부터 목요일로 축소, 아침 뉴스 정보로 개편되었고 2021년 10월 4일부터 월요일부터 목요일 오전 7시 40분으로 환원되었으며 2022년 2월 10일부터 편성이 목요일부터 금요일로 변경, 목요일부터 금요일 오전 8시로 변경, 40분으로 단축, 아침 정보로 환원되었다.

## 방송 시간
| 방송 채널 | 방송 기간                          | 방송 시간                                                  |
| --------- | ---------------------------------- | ---------------------------------------------------------- |
| CJB TV    | 1997년 10월 20일 ~ 1998년 1월 2일  | 매주 평일 오전 7시 30분 ~ 8시 10분 (40분)                  |
| CJB TV    | 1998년 1월 5일 ~ 1998년 2월 27일   | 매주 평일 오전 7시 20분 ~ 8시 (40분)                       |
| CJB TV    | 1998년 3월 2일 ~ 2007년 5월 25일   | 매주 평일 오전 7시 30분 ~ 8시 30분 (1시간)                 |
| CJB TV    | 2007년 5월 28일 ~ 2011년 4월 15일  | 매주 평일 오후 5시 35분 ~ 오후 6시 30분 (55분)             |
| CJB TV    | 2007년 5월 28일 ~ 2011년 4월 15일  | 매주 평일 오후 5시 35분 ~ 오후 6시 30분 (55분)             |
| CJB TV    | 2007년 5월 28일 ~ 2011년 4월 15일  | 매주 평일 오후 5시 35분 ~ 오후 6시 30분 (55분)             |
| CJB TV    | 2011년 4월 18일 ~ 2014년 10월 24일 | 매주 평일 오전 7시 30분 ~ 오전 8시 30분 (1시간)            |
| CJB TV    | 2014년 10월 27일 ~ 2018년 6월 8일  | 매주 평일 오전 7시 40분 ~ 오전 8시 30분 (50분)             |
| CJB TV    | 2018년 6월 11일 ~ 2019년 2월 15일  | 매주 평일 오전 7시 50분 ~ 오전 8시 40분 (50분)             |
| CJB TV    | 2019년 2월 18일 ~ 2019년 5월 17일  | 매주 평일 오전 7시 40분 ~ 오전 8시 40분 (1시간)            |
| CJB TV    | 2019년 5월 20일 ~ 2020년 2월 28일  | 매주 평일 오전 7시 35분 ~ 오전 8시 35분 (1시간)            |
| CJB TV    | 2020년 3월 2일 ~ 2021년 9월 30일   | 매주 월요일 ~ 목요일 오전 7시 35분 ~ 오전 8시 35분 (1시간) |
| CJB TV    | 2021년 10월 4일 ~ 2022년 2월 3일   | 매주 월요일 ~ 목요일 오전 7시 40분 ~ 오전 8시 40분 (1시간) |
| CJB TV    | 2022년 2월 10일 ~ 현재             | 매주 목요일 ~ 금요일 오전 8시 ~ 오전 8시 40분 (40분)       |

## MC
| 대수 | 진행자 | 진행자 | 진행 기간                          | 비고        |
| 대수 | 남성   | 여성   | 진행 기간                          | 비고        |
| ---- | ------ | ------ | ---------------------------------- | ----------- |
| 1대  | 황수동 | 안정은 | 일자 미상 ~ 2012년 일자 미상       |             |
| 2대  | 김성관 | 연규옥 | 2012년 10월 15일 ~ 2018년 3월 30일 |             |
| 3대  | 김성관 | 최지현 | 2018년 4월 2일 ~ 2018년 8월 31일   |             |
| 임시 | 빈칸   | 최지현 | 2018년 9월 3일 ~ 2018년 9월 28일   |             |
| 4대  | 정승조 | 최지현 | 2018년 10월 1일 ~ 2020년 2월 28일  | [ 1 ]       |
| 5대  | 정승조 | 김세희 | 2020년 3월 2일 ~ 2021년 2월 4일    | [ 2 ]       |
| 6대  | 정승조 | 문다인 | 2021년 2월 8일 ~ 2021년 9월 13일   | [ 3 ]       |
| 임시 | 정승조 | 빈칸   | 2021년 9월 14일 ~ 2021년 9월 30일  |             |
| 7대  | 정승조 | 김영민 | 2021년 10월 4일 ~ 2021년 11월 30일 |             |
| 8대  | 정승조 | 최지현 | 2021년 12월 1일 ~ 2023년 8월 25일  | [ 4 ] [ 5 ] |
| 9대  | 정승조 | 빈칸   | 2023년 8월 31일 ~ 2023년 10월 27일 |             |
| 10대 | 정승조 | 문다인 | 2023년 11월 2일 ~ 2025년 2월 28일  |             |
| 11대 | 정승조 | 빈칸   | 2025년 3월 6일 ~ 현재              |             |

## 타이틀 변천사
- 현재 타이틀은 2020년 3월 2일을 기준으로 한다.

| 기수 | 프로그램 타이틀          | 방송 기간                          |
| ---- | ------------------------ | ---------------------------------- |
| 1기  | 생방송 무심천 새아침     | 1997년 10월 20일 ~ 2007년 5월 25일 |
| 2기  | 생방송 CJB 투데이        | 2007년 5월 28일 ~ 2011년 4월 15일  |
| 3기  | 출발! 모닝와이드 CJB 2부 | 2011년 4월 18일 ~ 2012년 8월 3일   |
| 4기  | 출발! 모닝와이드 CJB     | 2012년 8월 6일 ~ 2012년 10월 12일  |
| 5기  | 굿모닝 충북·세종         | 2012년 10월 15일 ~ 2018년 3월 30일 |
| 6기  | 충북 오늘은              | 2018년 4월 2일 ~ 2020년 2월 28일   |
| 7기  | CJB 모닝와이드           | 2020년 3월 2일 ~ 현재              |

## 경쟁 프로그램
- 생방송 지금 충북은 (KBS 청주 1TV, KBS 충주 1TV)
- 생방송 활기찬 저녁 (MBC 충북 TV)